# Stal Rzeszów
Stal Rzeszów is een voetbalclub uit Rzeszów. De club speelt in de Poolse III liga. Stal won in 1975/76 de Poolse beker. De clubkleuren zijn wit-blauw.

## Erelijst
- Poolse beker (1x):

1974/75

## Stal in Europa

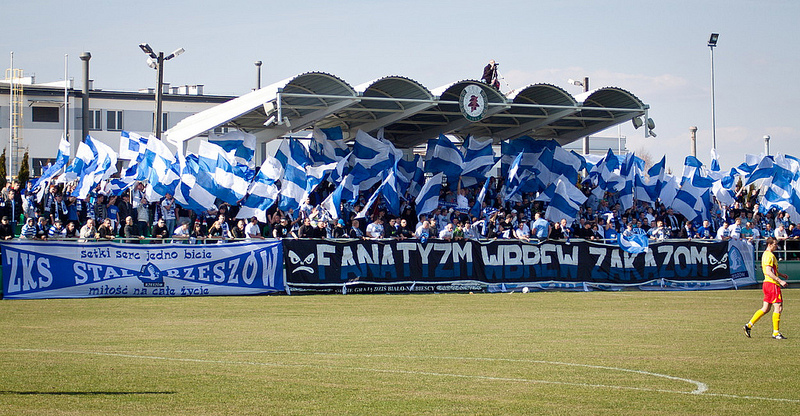
Fans van Stal Rzeszów in 2012

Uitslagen vanuit gezichtspunt Stal Rzeszów
| Seizoen | Competitie   | Ronde | Land               | Club        | Totaalscore | 1e W    | 2e W    | PUC |
| ------- | ------------ | ----- | ------------------ | ----------- | ----------- | ------- | ------- | --- |
| 1975/76 | Europacup II | 1R    | Vlag van Noorwegen | Skeid Oslo  | 8-1         | 4-1 (U) | 4-0 (T) | 5.0 |
|         |              | 1/8   | Vlag van Wales     | Wrexham AFC | 1-3         | 0-2 (U) | 1-1 (T) | 5.0 |

Totaal aantal punten voor UEFA coëfficiënten: 5.0